# 28936 Dalapati
28936 Dalapati este un asteroid din centura principală de asteroizi.

## Descriere
28936 Dalapati este un asteroid din centura principală de asteroizi. A fost descoperit pe 23 septembrie 2000 la Socorro, New Mexico, în cadrul proiectului LINEAR. Asteroidul prezintă o orbită caracterizată de o semiaxă mare de 2,68 ua, o excentricitate de 0,10 și o înclinație de 5,0° în raport cu ecliptica.